# 후르츠 바스켓
《후르츠 바스켓》(フルーツバスケット 후루쓰바스켓토[*])은 만화가 타카야 나츠키의 만화와 이를 원작으로 하는 애니메이션이다. 만화는 하나토유메에 1998년 16호부터 2006년 24호까지 연재되었고, 단행본은 23권으로 완결되었다. 애장판은 총 12권으로, 이전의 것과 달리 번역을 새롭게 했다. 또한 이 책이 끝난 시점에서 몇 십 년 뒤의 이야기를 다룬 《후르츠 바스켓 another》은 전 4권으로 나왔다. TV 시리즈 애니메이션은 총 26편으로, 일본에서는 테레비도쿄에서 2001년 7월 5일부터 2001년 12월 27일까지 방영하였고, 대한민국에서는 투니버스와 애니원에서 방영하였다.
2019년 4월 5일부터 9월 20일까지 새로운 시리즈 제1기가 방영되었으며, 제2기는 2020년 4월 6일부터 9월 21일까지 방영되었다. 2021년 4월 5일부터 6월 28일까지 더 파이널이 방영되었다. 더 파이널 방영 종료 후, 2022년 2월 18일에 《후르츠 바스켓 -prelude-》가 극장에서 개봉되었다.
대한민국에서는 새로운 시리즈의 1기를 투니버스에서 같은 해 4월 25일에서 10월 17일까지 자막으로 매주 목요일 밤 10시에 방영했다. 2기는 자막으로 2020년 4월 23일부터 11월 12일까지는 매주 목요일 밤 10시에 방영했으며, 11월 19일부터 12월 10일까지 밤 11시에 방영했다. 더 파이널은 2021년 4월 29일부터 7월 22일까지 매주 목요일 밤 11시에 방영했다.

## 줄거리
엄마가 돌아가신 뒤에 혼자 텐트 안에서 살게 된 혼다 토오루(정수정)는 어느날 우연히 학교에 프린스이자 같은 반인 소우마 유키(송유진)와 유키의 사촌인 소우마 시구레(송시오)를 만난다. 그러다가 토오루는 소우마 쿄우(송대협)와, 소우마 유키(송유진), 소우마 시구레(송시오)와 함께 살게 된다. 하지만 소우마(송씨)가문에는 엄청난 비밀이 있었는데 그건 바로 소우마가문 사람들 중 12명의 사람들이 12지의 원혼에 씌여 이성에게 안기면 12지 동물로 변하게 된다는 것이다. 이 사실을 알게 된 토오루는 다른 12지와도 만나게 되어 12지들의 저주를 풀어주는 내용이다.

## 등장인물
- 왼쪽은 정식 한국어판 만화에서 사용된 이름이고, 오른쪽은 한국어 더빙판 애니메이션에서 사용된 이름이다. 인물이 변신하는 동물은 괄호 안에 표기하였다. 성우진은 일본 2001년판과 DVD판, 드라마 CD판, 2019년판, 극장판, 한국어 더빙판으로 나뉘었다.

| 혼다 토오루 / 정수정 성우 - 호리에 유이 / 이와미 마나카 / 문선희 어린 시절 아버지를 감기가 심해져서 잃고 교통사고로 어머니 마저 잃게 된다. 이에 소마 가의 땅에서 텐트를 짓고 살다 유키와 시구레의 눈에 띄어 소우마가(송씨 가문)에 유키, 쿄우, 시구레와 함께 살게 된다. 다소 맹하고 순수한 면을 보이고 있으나 어머니와의 약속으로 고등학교를 무사히 졸업하기 위해서 공부를 열심히해 공부를 꽤나 하는 우등생이다. 소마가 사람들을 위해 12지의 저주를 풀어주고자 노력한다. 소마 유키 / 송유진 (쥐) 성우 - 히사카와 아야 / 시마자키 노부나가 / 김승준 / 어린 유진[유키]:윤여진 토오루의 동급생. 쿄우와는 십이지에서 내려오는 고양이와 쥐의 이야기에 따라서 사이가 좋지 않다. 토오루에게 엄마의 애정을 바라고 있었으며, 처음에는 이를 부끄러워하여 이성으로 다가가고자 하지만 곧 이에 쓸쓸함을 느끼게 된다. 남자이지만 여자에게 지지않을 외모를 지니고 있으며 이런 미모에 따라 팬클럽이 있다. 본인은 자신이 왜 인기가 있는지에 대해 자각이 없는 듯 하다. 요리와 청소에 소질이 없어서 토오루가 오기 전에는 주로 배달음식을 시켜먹었다. 소우마 쿄우 / 송대협 (고양이) 성우 - 세키 토모카즈 / 우치다 유마 / 김영선 / 어린대협(쿄우):배정민[전], 김서영[후] 고양이의 혼령이 씌었다는 이유로 일족에게 멸시당하는 소년. 유키와는 사이가 좋지 않다. 그래서 틈만 나면 유키와 싸우기에 집의 문이 남아나지 않는다. 고양이여서 그런지 우유를 자주 먹는 모습을 보인다. 부추를 싫어한다. 유키를 이기면 소마가에 일원으로 받아진다고 생각한다. 소우마 시구레 / 송시오 (개) 성우 - 오키아유 료타로 / 나카무라 유이치 / 손원일 소우마 하토리(용)와 소우마 아야메(뱀)과 오랜 친구 사이인 27세의 소설가. 아키토가 가장 신뢰하는 자이며 아키토가 여성이라는 걸 아는 몇 안되는 인물이였다.보통 바보같이 잘 웃는데 가끔 무서운 표정을 지을때가 있다. 보통 아이들한테 이름을 줄여 부른다.예를 들어 소우마 키사(송예림)을 삿짱이라고 부른다. 더빙판에서는 쿄우(송대협)을 대협이 어린이라고 부른다. 소우마 하토리 / 송준석 (용) 성우 - 이노우에 카즈히코 / 오키츠 카즈유키 / 송준석 소우마 시구레(개)와 소우마 아야메(뱀)과 오랜 친구 사이인 27세의 소마 가의 주치의. 소우마 카나(김소희)와 결혼까지 약속했지만 아키토의 반대로 인해 카나와 헤어지게 되며 왼쪽 눈을 잃게 된다.보통 소우마가에 사람이 정체를 들켰을 때 그 기억을 지우는 일을 한다. 하토리는 용이지만 토오루에 의해 동물로 변한적이 있는데 그때 용이 아니라 해마로 변했다. 후반부에서 이유가 밝혀졌는데 이유는 이 혼령이 시간이 지날수록 신과 12지(고양이 포함)의 약속 또는 인연이 옅어져서 그렇다고. 이 경우 소우마 쿠레노도 포함된다. 소우마 아야메 / 송은진 (뱀) 성우 - 미야모토 미츠루 / 사쿠라이 타카히로 / 전광주 소우마 유키(쥐)의 친형. 소우마 시구레(개)와 소우마 하토리(용)와 오랜친구 사이인 27세 '남자의 로망을 파는 가게'의 주인. 어린 시절 남을 생각하지 않고 자기 멋대로 행동하며 타인에게 상처를 주었던 자신에 대해서 죄책감을 느낀다. 친동생인 유키에게도 무관심했던 때에 큰 죄책감을 느끼며 유키와 형제로써의 연을 만들어가려고 노력 중.하지만 가끔 등장할 때 토오루를 시녀처럼 시키고 있는 모습을 보인다. 쿄우를 쿈키치라고 부른다. 소우마 카구라 / 송아라 (멧돼지) 성우 - 미츠이시 코토노 / 쿠기미야 리에 / 지미애 소우마 쿄우(고양이)를 좋아하는 소녀. 쿄우나 유키보다 2살 연상이다. 어릴 적 가문에서 멸시받던 쿄우를 동정하는 마음으로 친하게 지냈지만 순수한 쿄우를 진심으로 좋아하게 된다. 맷돼지라서 그런지 쿄우에 대한 감정이 격해지면 성격이 돌변해서 물건을 부순다. 소우마 하츠하루 / 송우석 (소) 성우 - 스야마 아키오 / 후루카와 마코토 / 임채헌 소우마 이스즈(말)을 좋아하는 유키와 쿄우보다 1살 연하인 소년. 어릴 적, 십이지 이야기에서 쥐가 소의 머리에서 내려왔다는 내용에서 소는 아둔하다는 것으로 주위에서 놀림으로 받았다. 거기에서 '블랙하루'라는 인격이 생겼다. 블랙하루는 하루가 화가 나면 나타나는 성격으로 여러 모드가 있는 것 같다. 소우마 아키토 / 송인영 (신) 성우 - 와카바 무라사키 / 사카모토 마아야 / 장성호 십이지의 영혼을 지배하는 당주. 모든 십이지는 아키토에게 복종하며 배신할 수가 없다고 한다. 남성으로 키워졌지만 여성이며 후기에 여자의 삶을 살게 된다. 구판 애니메이션에서는 남성, 신판 애니메이션에서는 여성으로 되어 있다. 어머니인 소우마 렌과는 사이가 좋지 않고 소우마의 12지를 자신의 소유로 생각해 모두가 나를 사랑해야하고 나는 특별한 존재라고 생각해 하토리와 카나를 갈라놓고 키사가 좋다고하는 히로에 말에 화가나 키사에게 전치 2주의 상처를 입게하기도 하거나, 하루와 사귀는 것을 들킨 이스즈를 2층에서 떨어트리기도 한다. 소우마 키사 / 송예림 (호랑이) 성우 - 나즈카 카오리 / 우에다 레이나 / 배정민 학교에서 눈과 머리색이 남들과는 다르다는 이유로 따돌림을 당했던 소녀. 토오루가 키사의 상처받은 마음을 다독여주며 키사가 마음을 열게 된다. 이에 키사는 토오루를 따르게 된다. 히로는 키사를 좋아하지만 키사는 눈치채지 못하였다. 히로가 아키토에게 키사가 좋다고 말한 뒤에 키사를 다치게 하여 히로는 키사와 거리를 둔 후 키사는 따돌림을 받았다. 그 뒤에 토오루 덕에 사이가 좋아졌다. 하지만 본인은 히로가 자신이랑 놀아주지 않아 자신을 싫어하는 줄 알고있었다고 한다. 성격은 혼령과는 반대로 굉장히 소심하다. 소우마 히로 / 송한솔 (양) 성우 - 후치자키 유리코 / 타이치 요우 / 지미애 소우마 키사(호랑이)를 남몰래 좋아하는 키사보다 한 살 아래의 소년. 아키토에게 키사를 좋아한다는 감정을 내비친 후, 키사가 아키토에게 폭력을 당하자 키사에 대한 감정을 내비치지 않으려 노력한다. 키사가 토오루를 따르는 것을 무척이나 싫어한다. 쿠레노, 모미지 다음으로 저주가 풀렸었다. 그 뒤에 곁에 있던 여동생 소우마 히나타를 안아서 저주가 풀린것을 실감했다. 화나는 일이 있으면 다른 사람에게 화풀이를 하는 버릇이 있다. 하지만 키사와 엄마에게는 상냥히 대한다. 소우마 리츠 / 송이주 (원숭이) 성우 - 토미나가 미이나 / 카와니시 켄고 / 이명선 사소한 일에도 사과를 반복하는 소심한 성격의 남자. 어린 시절 여장을 하게 되면 마음에 안정을 갖게 된다는 것을 알게 된 후 여장을 하는 미남. 이후 저주가 풀린 후에도 계속해서 여장을 한다. 유키의 형인 소우마 아야메를 굉장히 동경한다. 처음 등장한 화에서 "아야형님처럼 되고싶다"고 하였다. 소우마 모미지 / 송가을 (토끼) 성우 - 사이토 아야카 / 한 메구미 / 김서영 독일인인 어머니와 일본인의 아버지의 피를 이어 받은 혼혈이자 하츠하루와 동갑인 소년. 쿠레노 다음으로 저주가 풀렸으며, 소마 가의 저주를 받은 자신을 거부하는 어머니를 위해 어머니에게 자신에 대한 기억을 지우는 것을 허락했다. 종종 어머니와 동생인 소마 모모를 보러 몰래 아버지의 회사에 놀러가기도 한다. 나중에 완결쯤에 키가 급격하게 커졌다. 하지만 키가 켜졌어도 전에 사용하던 가방을 매고다니기도 한다. 게다가 입맛도 변하지 않았다. 토오루를 굉장히 좋아한다. | 소우마 이스즈(린) / (말) 성우 - 쿠와시마 호우코 / 토요사키 아키 소우마 하츠하루(소)를 좋아하는 소녀 .처음엔 화목한 가정이었지만 왜 웃기만 하냐는 한 마디에 부모는 '너 때문에 연극하기 힘든데 너 때문에 이러고 있는데'라는 것처럼 말해 부모에게 심한 학대를 받고 쓰러졌던 것을 하루가 발견해 부모와는 이후 관계가 완전히 단절되었다. 아키토는 하츠하루와 이스즈가 사귄다는 이유로 이스즈를 창문에서 떨어뜨렸다. 그 뒤 하루를 아키토로부터 지키기 위해 싫어한다는 말을 하며 줄기차게 노력했고 이후 아키토 때문에 긴 머리가 짧아졌다. 소우마 쿠레노 / (닭) 성우 - 우메하라 유이치로 소마 가의 십이지 중 제일 먼저 저주가 풀린 장본인. '날 버리지 마!'라고 울부짓는 아키토를 외면할 수가 없어 아키토가 여자라는 사실을 숨기고 곁에 있었다. 아리사에게 애정을 품지만 아키토의 곁에 있기 위해서 애써 마음을 외면한다. 닭이지만 변하면 참새가 된다. 소우마 카즈마 / 송준만 성우 - 이노우에 노리히로 / 모리카와 토시유키 / 임채헌 소마 쿄우(고양이)의 양 아버지. 고양이 십이지 선대의 손자로서 가문사람들과 마찬가지로 고양이 영혼을 가진 할아버지를 멸시했던 자신에 대해서 죄책감을 가지고 쿄우를 돌보게 되었으나 부모의 애정을 갖게되었다. 이래봬도 꽤나 팔불출. 도장을 운영하고 있다. 하나지마 사키 / 백장미 성우 - 야스하라 레이코 / 사토 사토미 / 오주연 전파와 상대방의 마음을 읽고 저주할 수 있는 능력을 가진 소녀. 그것 때문에 마녀라는 별명을 갖게 되며 심한 괴롭힘을 당해왔다. 토오루와 아리사를 만난 후 둘의 영향으로 전파를 자신의 마음대로 조종할 수 있을 만큼 마음의 여유를 가지게 된다. 이후 토오루를 무지 아낀다. 늘 낙제를 한다. 전에 전파를 써서 같은 반에 자신을 괴롭히던 남자아이를 죽일뻔한 적이 있기에 이 후 틈만 나면 괴롭힘과 다른이가 다쳤을 때 '너가 독전파를 사용했지?'라고 오해 받았다. 하나지마 메구미 / 백혜민 성우 - 미나미 오미 / 후지이 유키요 / 김서영 하나지마 사키의 남동생으로 누나를 매우 따른다. 누나를 따라서 검은색을 무척이나 좋아한다. 토오루와 아리사를 아껴하는 누나를 따라 메구미도 토오루와 아리사를 잘 따른다. 할머니가 누나에게 도움이 될 수도 있다며 준 저주하는 책의 흥미를 느껴 이후사용하게 될수 있게되었다. 소마 집안 인물들과의 투샷은 안타깝게도 없지만 문화제편에서 모미지가 뒤에 있던 서 있던 기척 없던 메구미를 보고 놀라는 유일한 투샷이 있다. 우오타니 아리사 / 한바다 성우 - 이마이 유카 / 타네자키 아츠미 / 정남 한때는 잘 나가던 날라리 . '붉은 나비'라고 불리던 토오루의 어머니인 혼다 쿄코를 동경했었다. 우연히 알바하는 곳에서 쿠레노를 보게 된 이후 쿠레노에게 애정을 느끼게 된다. 혼다 쿄코 / 김금순 성우 - 야스하라 레이코 / 사와시로 미유키 / 지미애 혼다 토오루의 어머니로 한때 '붉은 나비'로 불리던 시절이 있다. 혼다 카츠야 / 정승원 성우 - 호소야 요시마사 쿄코의 남편이자 토오루의 아빠로 만화책에서만 나온다. 쿄코와는 8살 차이이다. 회사의 출장에서 감기가 악화되어 젊은 나이에 세상을 떠났다. 토오루의 존댓말을 하는 버릇은 카츠야의 말버릇을 닮아 쓰게 된 것. 이 후 토오루의 할아버지로 진짜 이유가 밝혀졌는데 아빠가 죽고 엄마가 자포자기를 해서 아빠가 엄마를 뺏어갈까봐 겁이 나서 아빠 흉내를 낸 것이라고. 마나베 카케루 성우 - 스즈무라 켄이치 / 에구치 타쿠야 털털하고 자유분방한 학생회(학원방위대)의 부회장. 회장인 유키를 언제나 곤란하게 하고 있다. 쿠라기 마치 성우 - 카이다 유키 / 카쿠마 아이 학생회(학원방위대)의 임원. 무뚝뚝하고 붙임성이 없어 마나베 카케루 이외의 인물들은 그녀와 가까이하지 않는다. 토도 키미 성우 - 타무라 유카리 / 오오쿠보 루미 소우마 유키와 동급생이자 학생회(학원방위대)의 임원으로 직위는 서기. 심각한 공주병에 마이페이스. 사쿠라기 나오히토 성우 - 후쿠야마 쥰 / 이치카와 아오이 학생회 1학년 서기로, 깐깐한 성격으로 인해, 마나베 카케루, 토도 키미 등의 마이페이스들에게 휘둘리는 일이 잦다. |

신
신은 소우마가에 원혼으로 캐릭터들이 저주라고 하는 이유. 오래전 신은 평범한 인간들과는 다르다는 것을 알고 산에서 혼자살았다. 그리고 어느날 고양이가 나타나 자신은 신을 오랫동안 봐왔었다고 했다. 그러자 신은 동물들과는 친해질 수 있을 것이라고 생각해 동물들에게 초대장을 보냈고 달이 뜨는 밤에 연회를 즐겼다. 그리고 세월이 흘러 고양이가 수명이 다해 죽어버리려고하자 신은 술잔에 주문을 걸었다. "인연이 끊기지 않고 모두가 죽은 후에도 이 인연이 계속되기를"이라고 해서 죽기전 고양이에게 술을 먹인 후 12지 순으로 술을 한 모금씩 마셨다. 고양이는 신에게 이러면 안된다고 했지만 다른 동물들은 고양이가 배신했다고 생각해 고양이가 죽을 때 신경을 쓰지 않았다. 그리고 용이 마지막으로 죽자 얼마 지나지 않아 신도 죽었다. 그 후 소우마가에는 원혼에 씌어졌다.

## 한국어판 만화 발간
- 구판과 애장판, another 모두 서울문화사에서 발간했다.

### 구판
1. 2000년 7월 1일 발행, ISBN 89-7099-722-9
2. 2000년 8월 1일 발행, ISBN 89-7099-849-7
3. 2000년 9월 1일 발행, ISBN 89-532-0099-7
4. 2001년 6월 1일 발행, ISBN 89-532-0847-5
5. 2001년 6월 1일 발행, ISBN 89-532-0867-X
6. 2001년 7월 1일 발행, ISBN 89-532-0938-2
7. 2001년 12월 1일 발행, ISBN 89-532-1332-0
8. 2002년 7월 1일 발행, ISBN 89-532-1929-9
9. 2003년 1월 18일 발행, ISBN 89-532-3774-2
10. 2003년 2월 26일 발행, ISBN 89-532-3907-9
11. 2003년 8월 7일 발행, ISBN 89-532-4361-0
12. 2003년 10월 24일 발행, ISBN 89-532-4605-9
13. 2004년 3월 30일 발행, ISBN 89-532-5080-3
14. 2004년 6월 1일 발행, ISBN 89-532-5692-5
15. 2005년 1월 30일 발행, ISBN 89-532-5853-7
16. 2005년 8월 15일 발행, ISBN 89-532-6427-8
17. 2005년 11월 10일 발행, ISBN 89-532-6518-5
18. 2006년 2월 4일 발행, ISBN 89-532-6880-X
19. 2006년 6월 3일 발행, ISBN 89-532-7205-X
20. 2006년 9월 14일 발행, ISBN 89-532-7324-2
21. 2007년 1월 12일 발행, ISBN 89-532-7651-9
22. 2007년 5월 10일 발행, ISBN 978-89-532-7735-9
23. 2007년 8월 31일 발행, ISBN 978-89-532-8006-9

### 애장판
- 1~6권: 2017년 10월 30일 발행

1. 1권(1~12화), ISBN 9788926362266
2. 2권(13~24화), ISBN 9788926362273
3. 3권(25~36화), ISBN 9788926362334
4. 4권(37~48화), ISBN 9788926362341
5. 5권(49~59화), ISBN 9788926362358
6. 6권(60~71화), ISBN 9788926362365

- 7~12권: 2018년 1월 31일 발행

1. 7권(72~83화), ISBN 9788926364475
2. 8권(84~95화), ISBN 9788926364482
3. 9권(96~107화), ISBN 9788926364499
4. 10권(108~119화), ISBN 9788926364505
5. 11권(120~131화), ISBN 9788926364512
6. 12권(132~136화), ISBN 9788926364529

### another
1. 1권(1~4화+1.5·2.5·3.5·단편), 2017년 10월 30일 발행, ISBN 9788926362754
2. 2권(5~8화+8.5), 2018년 1월 30일 발행, ISBN 9788926364741
3. 3권(9~12화), 2019년 7월 30일 발행, ISBN 9791164385805
4. 4권(절친 특별편) 2023년 11월 30일 발행, ISBN 9791136777201

## 애니메이션

### 2001년판

#### 스태프
- 원작: 타카야 나츠키
- 감독: 다이치 아키타로
- 조감독: 미야자키 나기사
- 시리즈 구성: 나카세 리카
- 캐릭터 디자인·총작화 감독: 하야시 아케미
- 소품 디자인: 야마자키 타케시
- 미술 감독: 시바타 치카코
- 색채 설계: 마츠모토 신지
- 촬영 감독: 카와구치 마사유키
- 편집: 마츠무라 마사히로
- 음악: 아베 쥰, 무토 세이지
- 음향 감독: 다이치 아키타로, 에비나 야스노리
- 녹음: 에비나 야스노리
- 프로듀서: 코바야시 노리코, 야마자키 타츠지
- 애니메이션 프로듀서: 노구치 카즈노리
- 애니메이션 제작: 스튜디오 딘
- 제작: TV 도쿄, NAS

##### 우리말 제작
- 녹음·믹싱: 이성수
- 편집: 이소연, 유승훈
- 타이틀: 조아라
- 그래픽: 이미경
- 번역: 정은
- 조연출: 김세령
- 연출: 김정규

#### 주제가

##### 일본어판
오프닝 테마 「For 후르츠 바스켓」(1화 - 최종화)
작사·작곡·노래: 오카자키 리츠코
엔딩 테마
「작은 기도」(1화 - 24화, 최종화)
작사·작곡·노래: 오카자키 리츠코
「세레나데」Pf Solo Ver. (25화)
작사·작곡·노래: 오카자키 리츠코

##### 한국어판
Opening「For Fruit Basket」
노래: 윤여진
Ending「작은 기도」
노래: 박미진

### 방영 목록
| 회차       | 주제                                      |
| ---------- | ----------------------------------------- |
| 1화        | 인간이 동물로 대 변신                     |
| 2화        | 고양이가 쥐를 싫어하는 이유               |
| 3화        | 사람의 양심에는 여러 가지 모양이 있어     |
| 4화        | 저돌적으로 돌진하는 아라                  |
| 5화        | 주먹밥은 후르츠바스켓 안에 들어갈수 없어  |
| 6화        | 무적의 우정 바다와 장미                   |
| 7화        | 주먹밥의 매실장아찌는 등에 붙어 있어      |
| 8화        | 울지 말아요 눈은 반드시 녹아요            |
| 9화        | 혼자서 맞이하는 새해                      |
| 10화       | 장거리 달리기대회에서 흑백을 가리자       |
| 11화       | 발렌타인 데이는 당신을 위해               |
| 12화       | 모락모락 김 솟는 온천여행                 |
| 13화       | 즐거운 신학기가 시작됐어                  |
| 14화       | 어른 유진이는 엄청난 뱀                   |
| 15화       | 잊어도 되는 추억은 없어                   |
| 16화       | 셋이 함께라면 제이슨도 무섭지 않아        |
| 17화       | 강해질 수 있어 사랑받았으니깐             |
| 18화       | 최강의 콤비, 전파남매                     |
| 19화       | 건강의 원천은 감기에도 효과가 있어        |
| 20화       | 남자의 낭만은 하얀 드레스에 하얀 양산이야 |
| 21화       | 억지쟁이는 왕자님 후보                    |
| 22화       | 사랑은 혁명적으로 움직이는 거야           |
| 23화       | 소문의 이주는 그 엄마에 그 딸             |
| 24화       | 어느 비오는 날                            |
| 25화       | 나 밖에 할 수 없는 일                     |
| 최종화(26) | 좀 더 먼 곳을 향하여                      |

#### 애니메이션 줄거리
애니편 줄거리
1화...
엄마를 교통사고로 여의고 비밀스런 텐트생활을 하는 여고생 혼다 토오루. 그녀는 예상치 못한 일을 계기로 학교의 우상인 소마 유키의 집에 살게 된다. 어느 날 유키의 사촌이며 그와 사이가 엄청 나쁜 소마 쿄가 집에 쳐들어오자 도저히 믿지 못할 대사건이 벌어지는데...
2화...
쿄는 고양이, 유키는 쥐, 그리고 시구레는 개 등 소마 가의 사람들은 12지의 혼령에 씌어있었다. 터무니없는 비밀을 알아버린 토오루. 이것은 절대로 누구에게도 말해서는 안 되는 놀라운 일이었다. 유키는 토오루에게 소마 가의 당주인 아키토의 명령에는 자신도 거역할 수 없다며 그녀의 기억이 지워질지도 모른다는 것을 고백한다.
3화...
시구레의 집에 쿄우도 같이 살게되고 학교도 같이 다니게 된다. 하지만 학교에는 여자들이 가득! 결국 교는 변신을 할지도 모른다는 위기감에 도망을 치고 토오루에게까지 성질을 부리고 만다. 큰 충격을 받은 토오루. 쿄도 자신이 너무했다는 것을 느끼는데...
4화...
어느 날, 여학생 한 명이 쿄를 만나러 시구레의 집에 찾아온다. 이름은 소마 카구라. 무척 귀여운 사람이지만 흥분하면 폭력적으로 변한다. 어렸을 때부터 쿄를 좋아했다는 카구라에게 감탄하는 토오루. 하지만 카구라 덕분에 집은 이미 초토화되어버렸다.
5화...
어느 날, 학교에 있는 토오루에게 할아버지로부터 전화가 걸려온다. 집 개축공사가 끝났으니 돌아오라는 내용이었다. 유키와 쿄에 대해 서서히 알아가던 토오루는 계속 머물고 싶어하는 자신을 느끼고 당황한다. 결국 그녀는 짐을 싸서 시구레의 집을 나가게 되는데...
6화...
시구레의 집에 정식으로 같이 살게 된 토오루. 친구인 우오와 하나는 시구레의 집을 살펴보기 위해 하룻밤 묵기로 한다. 하지만 우오와 쿄가 말다툼을 하다 부딪치는 바람에 쿄가 고양이로 변신하게 되는데...
7화...
토오루와 친구들은 학교 문화제 준비로 바쁜 나날을 보내고 있다. 토오루네 반은 유키의 아이디어대로 주먹밥집을 열기로 결정한다. 모두가 좋아하는 모습을 보자 쿄는 화를 내고 이를 본 토오루는 걱정을 감출 수 없다. 그리고 학원제 당일, 친척인 소마 모미지와 하토리가 오는데...
8화...
하토리에게 호출을 받고 소마 본가를 방문하는 토오루. 그녀는 더 이상 소마 가에 관여하지 말라는 하토리의 말을 듣고 충격을 받는다. 토오루를 달래던 모미지는 하토리의 숨겨진 과거에 대해 이야기하는데...
9화...
새해가 다가오자 우오와 하나까지 동원한 시구레 집 대청소가 시작되었다. 그런 와중에 소설가인 시구레는 마감을 재촉하는 담당기자를 피해 도망 다닌다. 토오루는 설음식을 준비하다가 매년 설날 3일까지는 유키, 쿄, 시구레가 본가로 돌아간다는 사실을 알게 되는데...
10화...
3학기를 맞이하여 학교에서 마라톤 대회가 열린다. 쿄는 감기기운으로 힘들어하는 유키에게 승부를 걸며 분위기를 고조시킨다. 한편 여자부로 출발한 토오루는 강가에 흰머리를 한 사람이 자고 있는 것을 발견하고 다가간다. 그는 12지 중의 한 명인 소마 하츠하루였다.
11화...
발렌타인 데이에 유키와 쿄는 엄청난 양의 초콜릿을 받는다. 하지만 카구라의 등장으로 쿄는 괴롭기만 하다. 토오루는 소마 가의 모든 사람들을 위해 초콜릿을 만든다. 그리고 한달 동안 계속된 기말시험도 끝! 그때 선생님이 토오루를 호출하는데...
12화...
발렌타인데이의 보답으로 여행을 가게 된 토오루, 유키, 쿄, 모미지는 소마 가의 한 사람인 여주인이 운영하는 온천에 도착한다. 모미지는 토오루와 같은 방에 있고 싶다고 떼를 쓰고 노천탕에 엄마 사진과 함께 들어간 토오루는 정말 행복하다. 그런데...
13화...
신학기. 신입생 모미지와 하츠하루를 보기 위해 유키와 쿄는 1학년 교실을 찾는다. 여자교복을 입은 모미지 때문에 깜짝 놀라는 두 사람. 학생회장인 타케모토는 하츠하루의 흰머리와 모미지의 옷차림을 지적하고 그런 와중에 모미지는 아키토가 와 있음을 알려준다.
14화...
토오루는 유키와 텃밭을 보고 돌아오는 길에 떨어져있는 옷과 뱀 한 마리를 발견한다. 그 뱀은 12지 중의 한 명인 소마 아야메였다. 집에 돌아온 유키는 친형인 아야메를 보고 화를 낸다. 원래 모습으로 돌아온 아야메는 현란한 말솜씨로 모두들 휘어잡는데...
15화...
토오루 엄마 쿄코의 1주기가 가까워오자 토오루는 유키와 쿄, 아리사와 사키와 함께 성묘를 간다. 도시락을 먹으며 아이들은 쿄코가 ‘붉은 나비’로 활동하던 옛날 얘기를 한다. 유키는 토오루가 언제나 다정하게 웃는 것을 보며 한 걸음 더 다가서는 자신을 발견한다.
16화...
시구레의 갑작스런 제안으로 유키, 쿄, 하토리, 시구레와 토오루는 호숫가에 있는 소마 가의 별장으로 여행을 간다. 유키, 쿄, 토오루는 곰 발자국을 발견하고 황급히 별장으로 돌아가다 그만 제방 아래로 떨어지고 만다. 쥐와 고양이로 변신한 쿄와 유키는 싸움을 시작하는데...
17화...
호랑이로 변신하는 키사와 처음 만난 토오루. 누구와도 대화를 하지 않으려 하는 키사는 쓰다듬는 토오루의 손을 무심코 물어버린다. 괴롭힘을 당했던 기억 때문에 말을 하지 않게 된 키사는 토오루의 따뜻한 마음에 점차 마음의 문을 열게 된다. 그리고 잠시 동안 시구레 집에서 같이 살게 되는데...
18화...
카이바라 고교(혜원고등학교), 유키의 팬클럽 ‘프린스 유키’. 회원 수는 전교 여학생의 절반에 이를 정도다. 언제나 유키 옆에 있는 토오루는 그들에게 있어서 방해물. 토오루를 떼어내려면 전파를 뿜어내는 사키를 제거해야한다고 생각한 아이들은 사키의 약점을 알아내기 위해 작전을 개시한다.
19화...
추가시험을 보게 된 토오루. 유키에게 과외를 받았지만 낙제를 했다는 사실에 낙담한다. 집으로 돌아오는 길에 쓰러지는 토오루. 고열에 시달리는 그녀를 보다 못한 쿄는 유키의 밭으로 달려가서 자신이 끔찍하게 싫어하는 부추를 뽑아 감기에 좋다는 죽을 끓인다.
20화...
유키의 형 아야메는 가게를 열고 시구레 집에 사은품을 돌린다. 유키는 답답한 형을 이해해야겠다는 생각으로 토오루와 같이 가게로 가게 된다. 아야메의 가게는 메이드복을 주문 받아 만드는 수예점으로 간호사, 웨이트리스, 스튜어디스 등의 복장이 가득하다. 직원인 미네의 손에 이끌려 토오루도 옷을 갈아 입는데...
21화...
언제나처럼 아르바이트를 하러 가는 토오루 앞에 소마 가의 일원인 히로라는 소년이 나타난다. 엄청난 말솜씨로 토오루를 곤란에 빠트린 히로는 토오루 엄마의 사진이 들어있는 수첩을 빼앗아 달아난다. 모미지의 도움을 받아 히로를 따라잡은 토오루. 히로는 키사가 나타나자 동요하기 시작한다.
22화...
유키의 팬클럽인 ‘프린스 유키(프린스 유진)’의 회장 모토코는 졸업으로 유키와 헤어져야한다는 사실에 괴로워한다. 그녀는 차기 학생회장이 확실시 되는 유키를 보좌할 학생회 멤버들 중에 그를 노리는 여자가 있을지도 모른다는 걱정을 하고 급기야 학생회실에 잠입하는데...
23화...
시구레 집 앞에서 기모노를 입은 미인 리츠를 만난 토오루. 성품도 겸손하기 이를 데 없다. 그런데 이 미인이 토오루에게 안기자 변신을 한 게 아닌가! 사실 그는 남자였던 것이다. 리츠는 토오루에게 물어볼 것이 있다며 시구레 집에서 하룻밤 자고 자겠다고 말하는데...
24화...
비가 계속 되던 가을날. 비에 약한 쿄는 힘이 빠져 잔뜩 짜증이 나 있다. 여느 날처럼 수업을 마치고 집에 도착하니 카구라가 쿄를 기다리고 있었다. 한바탕 소동을 지켜보는 소마 카즈마. 그는 쿄의 스승이었던 것이다. 오랜만에 만난 스승을 보고 쿄는 기뻐한다.
25화...
빗속에서 재회한 스승 카즈마는 토오루가 보는 앞에서 쿄의 팔찌를 빼앗아버린다. 그 순간 쿄는 무서운 모습으로 변신을 하고 숲 속으로 사라진다. 그 모습에 놀란 토오루는 쿄를 쫓아 숲으로 들어간다. 기진맥진한 토오루 앞에 아키토가 나타나는데...
최종화(26完)
깊은 밤, 빗속을 힘겹게 걷던 토오루는 쿄가 사라진 숲 속으로 향하고 있었다. 그때 쿄는 숲 속에서 변신이 풀리기를 기다리며 돌아가신 어머니와의 갈등을 떠올리고 있었다. 쿄 앞에 나타나는 토오루. 쿄는 더 이상 상처 입고 싶지 않은 마음에 그 자리를 떠나려 하고 때마침 나타난 유키는 그가 도망가지 못하도록 필사적으로 말리는데...

### 2019년판

#### 스태프
- 원작, 총 감수: 타카야 나츠키
- 감독: 이바타 요시히데
- 시리즈 구성: 키시모토 타쿠
- 캐릭터 디자인: 신도 마사루
- 미술 감독: 카미야마 요코
- 색채 설계: 스가와라 미카
- 촬영 감독: 시타라 노조미
- 편집: 히다 아야
- 음향 감독: 이케타가와 진
- 음악: 요코야마 마사루
- 음악 제작: 톰스 뮤직
- 애니메이션 제작: TMS 엔터테인먼트

#### 방영 목록

##### 1기
| 회차       | 주제                      | 방송 일자 (일본) | 방송 일자 (대한민국, 자막) |
| ---------- | ------------------------- | ---------------- | -------------------------- |
| 1화        | 다녀오겠습니다            | 2019년 4월 5일   | 2019년 4월 25일            |
| 2화        | 모두가 동물이에요!        | 2019년 4월 12일  | 2019년 5월 2일             |
| 3화        | 같이 빈민 게임 해요       | 2019년 4월 19일  | 2019년 5월 9일             |
| 4화        | 저 분은 무슨 띠예요?      | 2019년 4월 26일  | 2019년 5월 16일            |
| 5화        | 착각하고 있었어요         | 2019년 5월 3일   | 2019년 5월 23일            |
| 6화        | 실례해도 될까?            | 2019년 5월 10일  | 2019년 5월 30일            |
| 7화        | 봄이 돼요                 | 2019년 5월 17일  | 2019년 6월 6일             |
| 8화        | 다녀오세요                | 2019년 5월 24일  | 2019년 6월 13일            |
| 9화        | 유키 형은 내 첫사랑이야   | 2019년 5월 31일  | 2019년 6월 20일            |
| 10화       | 왜냐하면 밸런타인데이니까 | 2019년 6월 7일   | 2019년 6월 27일            |
| 11화       | 정말 근사한 숙소예요      | 2019년 6월 14일  | 2019년 7월 4일             |
| 12화       | 즐거워 보이는군           | 2019년 6월 21일  | 2019년 7월 11일            |
| 13화       | 잘 있었니? 우리 남동생!   | 2019년 6월 28일  | 2019년 7월 18일            |
| 14화       | 비밀이야                  | 2019년 7월 5일   | 2019년 7월 25일            |
| 15화       | 그렇지도 않아             | 2019년 7월 12일  | 2019년 8월 1일             |
| 16화       | 밟지 말라잖아!            | 2019년 7월 19일  | 2019년 8월 8일             |
| 17화       | 우오짱 거예요             | 2019년 7월 26일  | 2019년 8월 22일            |
| 18화       | 중요한 건…                | 2019년 8월 2일   | 2019년 8월 29일            |
| 19화       | 죄송합니다                | 2019년 8월 9일   | 2019년 9월 5일             |
| 20화       | 그렇다고 진짜 줍냐?       | 2019년 8월 16일  | 2019년 9월 12일            |
| 21화       | 걸어온 전파는 받아야지    | 2019년 8월 23일  | 2019년 9월 19일            |
| 22화       | 왜냐하면 기뻤으니까       | 2019년 8월 30일  | 2019년 9월 26일            |
| 23화       | 건강해 보이는구나…        | 2019년 9월 6일   | 2019년 10월 3일            |
| 24화       | 돌아가요                  | 2019년 9월 13일  | 2019년 10월 10일           |
| 최종화(25) | 곧 여름이 와요            | 2019년 9월 20일  | 2019년 10월 17일           |
|            |                           |                  |                            |

##### 2기
| 회차       | 주제                           | 방송 일자 (일본) | 방송 일자 (대한민국, 자막) |
| ---------- | ------------------------------ | ---------------- | -------------------------- |
| 1화        | 오랜만이에요                   | 2020년 4월 6일   | 2020년 4월 23일            |
| 2화        | 다 같이 국수를 먹으면서 말이야 | 2020년 4월 13일  | 2020년 4월 30일            |
| 3화        | 옷 갈아입을까?                 | 2020년 4월 20일  | 2020년 5월 7일             |
| 4화        | 차였어…                        | 2020년 4월 27일  | 2020년 5월 14일            |
| 5화        | 기다려라, 마 메밀국수!         | 2020년 5월 4일   | 2020년 5월 21일            |
| 6화        | 넌 바보구나                    | 2020년 5월 11일  | 2020년 5월 28일            |
| 7화        | 수박 깨기 대회를 시작합니다    | 2020년 5월 18일  | 2020년 6월 4일             |
| 8화        | 하지만 사실이잖아              | 2020년 5월 25일  | 2020년 6월 11일            |
| 9화        | 소중한 나의…                   | 2020년 6월 1일   | 2020년 6월 18일            |
| 10화       | 당신은 누구인가요?             | 2020년 6월 8일   | 2020년 6월 25일            |
| 11화       | 오직 나만의 거야               | 2020년 6월 15일  | 2020년 7월 2일             |
| 12화       | 네가 나 대신 울어 줬어         | 2020년 6월 22일  | 2020년 7월 9일             |
| 13화       | 알았어                         | 2020년 6월 29일  | 2020년 7월 16일            |
| 14화       | 난 이제 죽어도 좋아            | 2020년 7월 6일   | 2020년 9월 17일            |
| 15화       | 다녀올게                       | 2020년 7월 13일  | 2020년 9월 24일            |
| 16화       | 그러니까 전해 줘               | 2020년 7월 20일  | 2020년 10월 8일            |
| 17화       | 있어요, 틀림없이…              | 2020년 7월 27일  | 2020년 10월 15일           |
| 18화       | 키스할까?                      | 2020년 8월 3일   | 2020년 10월 22일           |
| 19화       | 어디에도 없어!                 | 2020년 8월 10일  | 2020년 10월 29일           |
| 20화       | 괜찮아요?                      | 2020년 8월 17일  | 2020년 11월 5일            |
| 21화       | 있었어, 분명히                 | 2020년 8월 24일  | 2020년 11월 12일           |
| 22화       | 난 싫어!                       | 2020년 8월 31일  | 2020년 11월 19일           |
| 23화       | 신데렐라 비슷한 거!            | 2020년 9월 7일   | 2020년 11월 26일           |
| 24화       | 마치가 있었어                  | 2020년 9월 14일  | 2020년 12월 3일            |
| 최종화(25) | 난 이제 아니야                 | 2020년 9월 21일  | 2020년 12월 10일           |

##### 더 파이널
| 회차       | 주제                     | 방송 일자 (일본) | 방송 일자 (대한민국, 자막) |
| ---------- | ------------------------ | ---------------- | -------------------------- |
| 1화        | 다시 연회를 열자         | 2021년 4월 5일   | 2021년 4월 29일            |
| 2화        | 그거야말로 변함없는 사실 | 2021년 4월 12일  | 2021년 5월 6일             |
| 3화        | 내리면 좋을텐데          | 2021년 4월 19일  | 2021년 5월 13일            |
| 4화        | 나 돌아왔어…             | 2021년 4월 26일  | 2021년 5월 20일            |
| 5화        | 이유는 알고 있지？       | 2021년 5월 3일   | 2021년 5월 27일            |
| 6화        | 왜 이리도 어리석을까?    | 2021년 5월 10일  | 2021년 6월 3일             |
| 7화        | 맞아, 아무것도 없어      | 2021년 5월 17일  | 2021년 6월 10일            |
| 8화        | 그런건…환멸이야          | 2021년 5월 24일  | 2021년 6월 17일            |
| 9화        | 당신의 이름은 뭐죠？     | 2021년 5월 31일  | 2021년 6월 24일            |
| 10화       | 좋아해, 정말…            | 2021년 6월 7일   | 2021년 7월 1일             |
| 11화       | 잘 가                    | 2021년 6월 14일  | 2021년 7월 8일             |
| 12화       | 수고했어                 | 2021년 6월 21일  | 2021년 7월 15일            |
| 최종화(13) | 다녀올게요               | 2021년 6월 28일  | 2021년 7월 22일            |